# اشتباكات إقليم ديفا 2017
في الساعات الأولى من صباح يوم 6 ديسمبر 2017، هاجم مسلحون يُعتقد أنهم ينتمون إلى تنظيم الدولة الإسلامية في غرب أفريقيا دورية لقوات الجيش الأمريكي الخاصة والجنود النيجيريين بالقرب من ديفا، في منطقة حوض بحيرة تشاد في النيجر. وخلال تبادل إطلاق النار الذي تلا ذلك، لم يُقتل أو يصاب نيجري أو أمريكي بينما قُتل 11 مسلحًا بينهم توفي اثنان يرتدون أحزمة ناسفة كما تم تدمير مخبأ لأسلحة العدو أيضًا من قبل قوة مشتركة بين الولايات المتحدة / النيجر وفقًا لبيان من القيادة العسكرية الأمريكية في إفريقيا.  أضاف البيان أن القتال لم يكن مخططًا لأن الهدف من المهمة كان «تهيئة الظروف للعمليات المستقبلية التي يقودها الشركاء ضد المنظمات المتطرفة العنيفة في المنطقة».
جاء الهجوم بعد أكثر من شهرين بقليل من كمين في قرية تونغو تونغو خلف 30 قتيلًا على الأقل بينهم أربعة أمريكيين. تم التعرف على معركة ديسمبر لأول مرة بعد الحصول على تقرير رفعت عنه السرية للكونغرس ونشرته صحيفة نيويورك تايمز. المعركة النارية ليست سوى واحدة من 10 حوادث أخرى تورط فيها شخص أمريكي في النيجر. خلال هذه المعارك السابقة، باستثناء الكمين الذي حدث قبل شهرين فقط، لقي عدد قليل من المقاتلين الأعداء مصرعهم بينما لم يصب أي من الأمريكيين أو النيجيريين.
أدى هذا الحدث، وكذلك كمين أكتوبر، إلى تغييرات أمنية للقوات الأمريكية العاملة في المنطقة مثل العربات المدرعة بدلًا من سيارات الدفع الرباعي الخفيفة المدرعة، وتسليح الطائرات بدون طيار، وإلقاء نظرة فاحصة على وقت قيام القوات الأمريكية بعمليات مع القوات المحلية. 